# Siodło
Siodło (polnisch für Sattel) ist ein Nunatak auf King George Island im Archipel der Südlichen Shetlandinseln. Er ragt westlich des Anvil Crag aus dem unteren Abschnitt des Baranowski-Gletschers am Ufer der Admiralty Bay auf.
Polnische Wissenschaftler benannten ihn 1980 deskriptiv.